# ロバート・プレスコット (俳優)
ロバート・プレスコット（Robert Prescott）は、アメリカ合衆国の俳優。

## 出演作品
- 凍える夜に、盲目の殺し屋トポ
- Hawaii Five-0 シーズン1
- バーン・アフター・リーディング
- フィクサー（ミスター・ヴァーン）
- LAW&ORDER:クリミナル・インテント シーズン5
- LAW&ORDER ロー&オーダー シーズン11
- LAW & ORDER:性犯罪特捜班 シーズン2
- タイムマシーンにお願い シーズン4
- 爆走ギャル！Ｕ.Ｓ.ロックン・ロード
- 天才アカデミー
- 独身SaYoNaRa! バチェラー・パーティ